# Thai-Basilikum

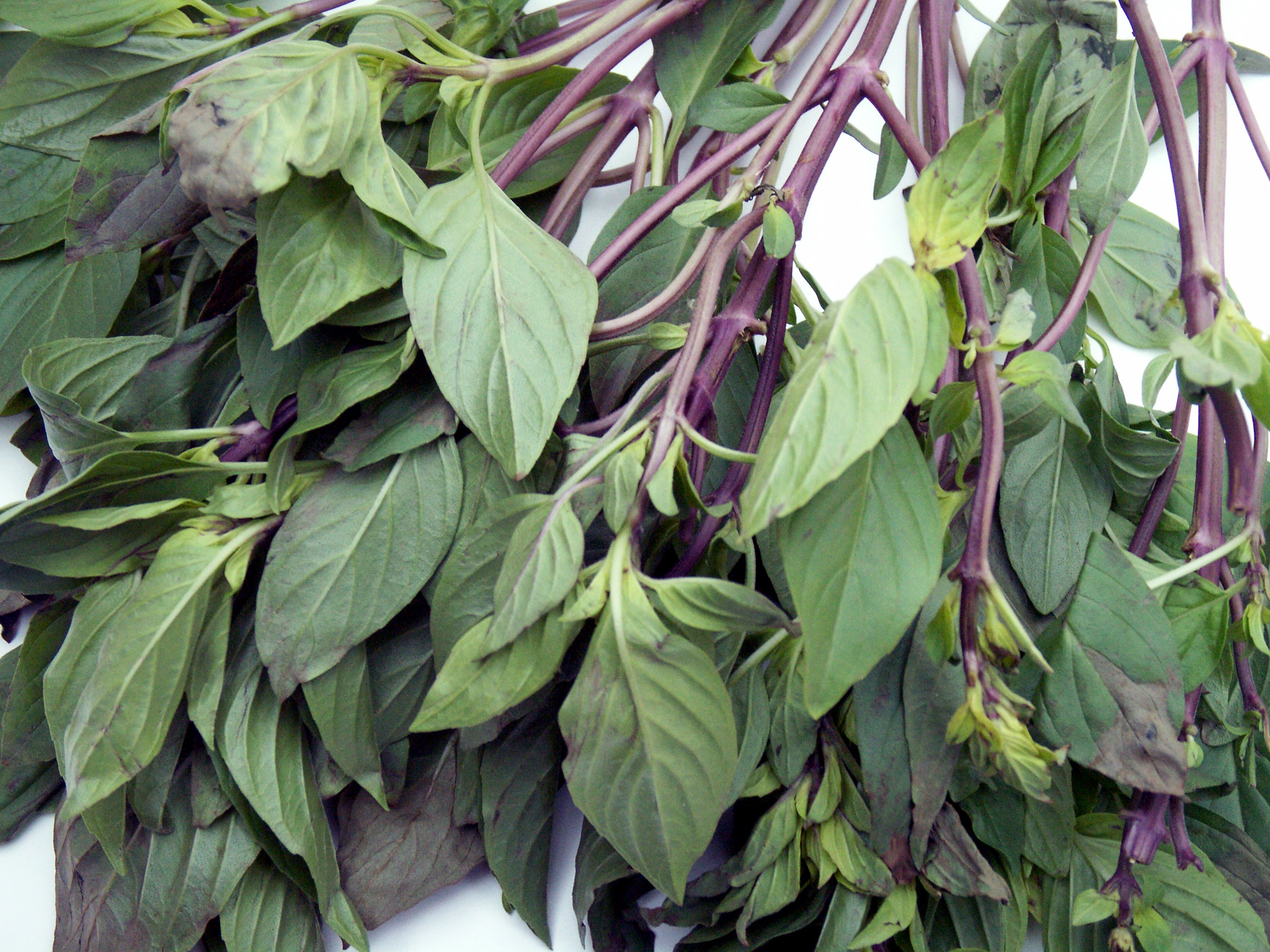
Horapa-Zweige

Thai-Basilikum oder thailändisches Basilikum bezeichnet mindestens drei verschiedene Arten der Pflanzengattung Basilikum, die in der thailändischen Küche als Gewürz verwendet werden:
1. Horapa (โหระพา [hǒːrápʰaː], Ocimum basilicum var. thyrsiflora) besitzt einen Anis- und lakritzartigen Geruch („süßes Basilikum“). Dies ist botanisch eine Varietät der europäischen Basilikumpflanze. In der Thai-Küche verwendet man Horapa zum Würzen von Suppen und Soßen, wobei man meist die Blätter über die fertigen Speisen streut oder kurz mitkochen lässt. Für Salate wird es ungekocht verwendet. In Vietnam wird es roh als Garnitur zu den Speisen gereicht.
2. Maenglak (แมงลัก [mɛːŋlák], Ocimum citriodorum bzw. Kampferbasilikum, Ocimum canum Sims), mit etwas pelzigeren Blättern und intensivem Zitronengeruch („Zitronenbasilikum“), wird für Fisch, Suppen und in Getränken verwendet.
3. Kaprao (กะเพรา [kàpʰraw], Ocimum tenuiflorum bzw. synonym Ocimum sanctum), mit rötlichen Blüten, Nelken- bis Pimentgeruch („Indisches Basilikum“) wird in Wok-Gerichten und zu gebratenem Fleisch verwendet.[1][2][3]